# Kanton Saint-Amant-de-Boixe
Der Kanton Saint-Amant-de-Boixe war bis 2015 ein französischer Wahlkreis im Département Charente und in der damaligen Region Poitou-Charentes. Er umfasste 16 Gemeinden im Arrondissement Angoulême; sein Hauptort (frz.: chef-lieu) war Saint-Amant-de-Boixe. Die landesweiten Änderungen in der Zusammensetzung der Kantone brachten im März 2015 seine Auflösung.
Der Kanton Saint-Amant-de-Boixe war 177,23 km2 groß und hatte 9253 Einwohner (Stand: 2012).

## Gemeinden
| Gemeinde             | Einwohner Jahr | Fläche km² | Bevölkerungsdichte | Code INSEE | Postleitzahl |
| -------------------- | -------------- | ---------- | ------------------ | ---------- | ------------ |
| Ambérac              | 339 (2013)     | –          | – Einw./km²        | 16008      | 16140        |
| Anais                | 591 (2013)     | –          | – Einw./km²        | 16011      | 16560        |
| Aussac-Vadalle       | 508 (2013)     | –          | – Einw./km²        | 16024      | 16560        |
| La Chapelle          | 216 (2013)     | –          | – Einw./km²        | 16081      | 16140        |
| Coulonges            | 151 (2013)     | –          | – Einw./km²        | 16108      | 16330        |
| Maine-de-Boixe       | 468 (2013)     | –          | – Einw./km²        | 16200      | 16230        |
| Marsac               | 843 (2013)     | –          | – Einw./km²        | 16210      | 16570        |
| Montignac-Charente   | 706 (2013)     | –          | – Einw./km²        | 16226      | 16330        |
| Nanclars             | 194 (2013)     | –          | – Einw./km²        | 16241      | 16230        |
| Saint-Amant-de-Boixe | 1.407 (2013)   | –          | – Einw./km²        | 16295      | 16330        |
| Tourriers            | 762 (2013)     | –          | – Einw./km²        | 16383      | 16560        |
| Vars                 | 2.021 (2013)   | –          | – Einw./km²        | 16393      | 16330        |
| Vervant              | 147 (2013)     | –          | – Einw./km²        | 16401      | 16330        |
| Villejoubert         | 336 (2013)     | –          | – Einw./km²        | 16412      | 16560        |
| Vouharte             | 328 (2013)     | –          | – Einw./km²        | 16419      | 16330        |
| Xambes               | 305 (2013)     | –          | – Einw./km²        | 16423      | 16330        |